# Karl-Gustav Sauberzweig
Karl-Gustav Sauberzweig, född 1 september 1899 i Wissek, död 20 oktober 1946 i Lager Neuengamme, var en tysk SS-Gruppenführer och generallöjtnant i Waffen-SS. Under andra världskriget var han 1943–1944 befälhavare för 13. Waffen-Gebirgs-Division der SS Handschar (kroatische Nr. 1), som i huvudsak bestod av bosniska muslimer.
Då Sauberzweig efter andra världskriget hotades med utlämning till Jugoslavien, begick han självmord genom att inta gift.

### Webbkällor
- ”Karl-Gustav Sauberzweig” (på tyska). Lexikon der Wehrmacht. Arkiverad från originalet den 3 september 2014. https://www.webcitation.org/6SJuJK0he?url=http://www.lexikon-der-wehrmacht.de/Personenregister/S/SauberzweigKarlGustav.htm. Läst 3 september 2014.
- Miller, Michael D.; Collins, Gareth. ”SS-Gruppenführer und Generalleutnant der Polizei (O–Z)” (på engelska). Axis Biographical Research. Arkiverad från originalet den 3 september 2014. https://web.archive.org/web/20091028181126/http://geocities.com/~orion47/SS-POLIZEI/SS-Gruf_O-Z.html. Läst 3 september 2014.